# Poli Genova
Poli Genova (Sófia, 10 de fevereiro de 1987) é uma cantora pop búlgara, conhecida por representar o país no Festival Eurovisão da Canção 2011 com a canção "Na Inat". Em 2016, ela retornou ao concurso com o single em inglês "If Love Was A Crime", terminando entre os 4 melhores na Grande Final.

## Biografia
Poli começou sua carreira em 1995, fazendo parte do grupo infantil Bon-Bon. Até 2001, ela apresentou o programa de TV búlgaro de mesmo nome com o grupo. Posteriormente, ela se graduou na "Escola Nacional de Música Lyubomir Pipkov" em clarinete. Em 2009, a cantora tentou pela primeira vez representar seu país no Festival Eurovision, terminando em segundo lugar na seletiva nacional, com a canção "One Lifetime Is Not Enough".

## Singles
| Ano  | Título                       | Posição (BUL) |
| ---- | ---------------------------- | ------------- |
| 2009 | "One Lifetime Is Not Enough" | 9             |
| 2011 | "На инат"                    | 3             |
| 2011 | "1,2,3"                      | 31            |
| 2012 | "Две"                        | —             |
| 2012 | "Заедно с теб"               | —             |
| 2013 | "Солени дни"                 | 6             |
| 2013 | "За нас"                     | 12            |
| 2013 | "Шот"                        | —             |
| 2013 | "Сега или никога"            | —             |
| 2014 | "Нека с теб"                 | —             |
| 2014 | "Щом си с мен"               | —             |
| 2016 | "If Love Was A Crime"        | 1             |

## Ligações Externas
- Site oficial (em inglês)
- Página oficial no Facebook (em búlgaro)